# ФК Раковица
ФК Раковица је српски фудбалски клуб из Раковице, Град Београд и тренутно се такмичи у Међуопштинској лиги (група Б), шестом такмичарском нивоу српског фудбала. Основан је 1937. године.
Клуб је основан под својим садашњим називом у истоименој београдској општини и кроз своју историју више пута је мењао назив. Услед ванредних околности, током Другог светског рата, клуб до 1945. није играо утакмице. Две године касније, лета 1947, клуб је званично обновљен под називом Мотор, а потом је, наредне године, преименован у Спортско друштво Раковица. На годишњој седници, одржаној 22. јуна. 1954. године, установљен је назив ФК ИМ Раковица, скраћено ИМР, по Индустрији мотора Раковица. Клуб се под овим називом такмичио све до краја 2016. године. На седници Фудбалског савеза Србије, 3. фебруара. 2017, из назива је уклоњено име фабрике, која је исте године прогласила стечај. Тада је утврђен и нови амблем клуба, чији централни елемент представља Манастир Раковица.
Клуб је у сезони 2012/13. заузео друго место у Београдској зони и пласирао се у виши ранг, Српску лигу Београд. У јуну 2013, ИМ Раковица је освојила Куп ФС Београда, што јој је омогућило да настави такмичење у Купу Србије за сезону 2013/14. Након четири сезоне у Српској лиги, клуб је, као последње пласирани на табели за сезону 2016/17, поново испао у четврти степен фудбалског такмичења у Србији. Највећи успех клуба је наступ у Другој лиги СР Југославије у сезони 2000/01.

## Новији резултати
| Сезона   | Ранг | Лига                 | Позиција | ИГ | Д  | Н | П  | ГД | ГП | ГР  | Бод | Куп                  |
| -------- | ---- | -------------------- | -------- | -- | -- | - | -- | -- | -- | --- | --- | -------------------- |
| 2010/11. | 5    | Прва Београдска лига | 8.       | 34 | 14 | 7 | 13 | 57 | 46 | +11 | 49  | Није се квалификовао |
| 2011/12. | 5    | Прва Београдска лига | 1.       | 34 | 26 | 4 | 4  | 81 | 24 | +57 | 82  | Није се квалификовао |
| 2012/13. | 4    | Београдска зона      | 2.       | 32 | 20 | 5 | 7  | 68 | 21 | +47 | 65  | Није се квалификовао |
| 2013/14. | 3    | Српска лига Београд  | -        | -  | -  | - | -  | -  | -  | -   | -   | Претколо             |

## Име клуба
"Раковица" 18. фебруар 1937—1947 

"Мотор" 1947—1948 

"Спортско друштво Раковица" 1948—1954 

"ИМ Раковица" или само "ИМР" 22. јун 1954—3. фебруар 2017 

"Раковица" 3. фебруар 2017—данас

## Историја ФК ИMР (1937—1977)
Оснивачка скупштина клуба одржана је 18. фебруара 1937. године у малој кафани „Ужице“ на месту где се налази железничка станица Раковица , а која је била у власништву Веље Чворића. Учесници оснивачке скупштине вероватно нису ни сањали да су бацили плодно семе из којег се родио клуб, који је пожњео многе успехе у ових осам деценија постојања. 

Прву страницу богате историје клуба написали су оснивачи: Предраг Стојић, Влада Филиповић, Никола Младеновић, Милан Котал, Срећко Величковић, Душан Милосављевић – Мароканац, Тодор Ђорђевић, Мома Бенић, Борислав Јовић, Јова Филиповић и Петар Тодоровић – Дрвар. За првог председника изабран је Предраг Стојић. Секретар је постао Влада Филиповић. Никола Младеновић је био економ, а Милан Котал благајник. Вођа фудбалсог тима био је Предраг Стошић, а остали су били чланови Управе.
Клуб је под именом Раковица одмах пријављен Управи града али фудбалски органи Београда нису га примили у своје редове. И поред тога клуб је из недеље у недељу играо утакмице са осталим радничким клубовима (Синђелић, Хајдук, Рудник, Војвода Скопљанац, Рапид и др.), који такође нису примљени. Утакмице су обавезно морале да се петком пријаве полицији.

Прву утакмицу после оснивања Раковица је одиграла против Кнежевца (2:2), на свом игралишту где је сад Маричка  улица и стамбена колонија "21. маја". До почетка Другог светског рата одиграно је више утакмица али подаци, на жалост, не постоје.
 ФК Раковица је најзад примљен 1940. г. у "Београдски лоптачки подсавез", када почиње са такмичењем у Четвртом разреду група "Дрина". Клуб је био претпоследњи али, што би се рекло, сваки почетак је тежак!
У току рата многи чланови клуба отишли су да бране домовину, а ратни вихор само је делимично зауставио спортски живот у Раковици јер је клуб одиграо више незваничних утакмица са комшијама из Кнежевца, Жаркова, Кошутњака и Макиша.
Прву званичну утакмицу после рата фудбалери Раковице су одиграли у Београду 17. марта 1945. године, када су бранили боје Дванаестог рејона који је обухватао подручја Дедиња и Раковице. Организатор је био градски комитет УСАОЈ, а такмичење је одржано у част Светске омладинске недеље. Раковичани су победили све противнике и на крају екипу Четвртог рејона са 2:1. Голове су постигли Жикица Спасојевић и Милан Шобот. Занимљиво је било да је у противничкој екипи играо Милан Стокић, који ће касније постати директор фабрике ИМР . Раковица је играла у саставу: Александар Матић, Раде Бурђић, Љубиша Филиповић – Гаша, Миодраг Бакић, Драгиша Крстић, Душан Пантић – Тоске, Милан Шобот, Миле Стојадиновић – Кики, Александар Пантић – Параћ, Жикица Спасојевић и Тихомир Ранковић – Тикица.
На фудбалском турниру металских радника Београда 1945. године, поред осталих, учествовали су и спортисти ИМР-а, освојивши убедљиво прво место. Занимљиво је да је после овог турнира основан фудбалски клуб Металац (касније ОФК) за који су играли фудбалери из Раковице: Гаша Филиповић, Жикица Спасојевић, Аца Панић – Параћ, Душко Пантић и Тихомир Ранковић – Тикица.
Клуб је обновио рад у лето 1947. године као Мотор, који је под тим именом играо годину дана. У априлу 1948. године клуб мења име у Спортско друштво Раковица. У првих пет година било је тријумфа али и падова. Велики успех је постигнут 1950. године када је Раковица убедљиво победила у Београдској лиги. У наредних четири године клуб је играо у Првом А разреду и у Подсавезној лиги, када је стагнирао. Проблем број један био је нерешено питање финансирања. Клуб у то време није имао ни најосновнију опрему (дресове), па је због тога 1953. године изгубио две утакмице парфорфе. Бољи дани долазе када је 22. јуна 1954. године на годишњој скупштини дефинисан статус и место клуба, као и његов однос према фабрици ИМР . Од тада клуб носи име ФК ИМР. У 1955. години стадион постаје право градилиште где се гради терен , ограда, трибина  и свлачионице, а званичне утакмице се играју на игралишту Кнежевца.

И поред релативно добрих услова за рад 1957. године клуб испада из Подсавезне лиге. Настаје прериод таворења по нижеразедним лигама све до сезоне 1964/65 када клуб осваја прво место у Другој А Београдској лиги. У сезони 1965/66. ФК ИМ Раковица постиже највећи успех када је убедљиво победила у Првој Београдској лиги и пласирала се у Српску лигу. 
Једну од најуспешнијих сезона у Српској лиги клуб је имао 1973/74 године , када замало није ушао у Другу савезну лигу. Још у првом делу јесење сезоне клуб је преузео прво место на табели и задржао га практично до последњег кола када је пала одлука. ИМ Раковица је изгубила утакмицу од ФАП-а у Прибоју, Слога из Краљева је победила и преселила се у виши ранг, а ФК ИМ Раковица је заузела треће место јер је претекла и Дубочица из Лесковца...

#### Пионири и омладинци
Пионирски тим основан је 1964. године и редовно се такмичио у Првој и Другој лиги пионира Београда. Тренер најмлађих фудбалера 1977. године био је Светислав Марковић, а технички референт Мирољуб Милетић.
Омладинска фудбалска школа почела је са радом 1971. године. На челу стручног штаба 1977. године био је Љуба Алимпић, а технички референт Милинко Нединић.

#### Тренери
За добар фудбал колико год да су значајни квалитетни играчи исто толико је значајно да се има и добар тренер. У историји ФК ИМР стручна знања на млађе преносили су бројни фудбалски учитељи. Било је волонтера (Влада Филиповић, Влада и Рајко Томић, као и учитељ у фудбалској школи Ђокица Вујадиновић) али и фудбалских професионалаца, тренера познатих не само у нашој држави него и ван њених граница. Треба истаћи значај и Петра Бугарчића , Милована Милошевића, Ратка Антоновића, Љубе Ђорђевића, Звонка Вујића .
Слободан Бабановић је у три наврата био тренер. Први пут 1949-1953 године, после чега је као први тренер из Југославије кренуо у иностранство. Тренирао је селекцију Сирије. По повратку, наставио је са радом у старој средини, затим је био у Бору, Карловцу и београдском Радничком. Играо је за БУСК, БАСК и БСК (данашњи ОФК), а 1939. г. играо је у Монте Карлу за студентску репрезентацију Југославије. Често је говорио да Раковица није фудбалски тим какви су остали и да је била једна велика фамилија. Међу фудбалерима никад није било неспоразума па је било право задовољство да се ради у таквој средини. Никад ни пре ни касније није водио сличан клуб. Уместо тренинга често је фудбалере слао на рашчишћавање терена. Никад ни један није одбио да уради оно што је тражио, па је зато и заволео Раковицу. Док је радио у Сирији интересовао се за њене резултате и редовно је добијао обавештења о њеним успесима и пласману.
Живојин Спасојевић
 је играо за БАСК, БСК (данашњи ОФК) и Црвену звезду. Био је председник "Тренерске организације" Београда, а осим Раковице тренирао је и Чукарички. Место тренера ИМР-а прихватио је на наговор људи из управе клуба. Редовни послови су га спречавали да се озбиљније посвети тренерском позиву и због саме те чињенице није могао да допринесе развоју ове игре као што су то урадили Бугарчић, Бабановић и други.
Бранко Крајован (1913-1975) поред омладинске екипе тренирао је и први тим, а фудбал је играо за загребачку Конкордију.
Љуба Констадиновић је играо у подмлатку БСК-а (данашњи ОФК), а после рата био је играч Металца. Дошао је да тренира Раковицу и поред тога што је био заузет на редовном послу и није се преварио. Наишао је на пуно разумевање за рад и добро је сарађивао са члановима управе клуба, играчима, економом о доктором екипе. У таквој атмосфери брзо су постигнути добри резултати јер је ФК ИМ Раковица здрав фудбалски колектив и многи велики тимови имали би шта да науче од овог радничког клуба.
Марко Валок
 је рођен 1927. године у Сурчину и један је од великана фудбала у нашој земљи. Марко Валок је одиграо за Партизан око 500 утакмица и дао скоро исто толико голова. Био је и репрезентативац Југославије. Радио је као тренер Партизана, репрезентације Бурме, Напретка, Раковице и других тимова. По доласку у Раковицу урадио је трогодишњи програм припрема, који је загребачка тренерска организација штампала као приручник. Из Раковице је понео изванредне утиске јер је био одушевљен подршком коју клуб има од колектива фабрике и навијача па је стручњаку било право задовољство да ради у таквој средини.
Андрија Пфландер (†) Архивирано на веб-сајту  (5. мај 2021) је фудбалску каријеру почео у београдском Радничком, чије је све селекције касније тренирао. Као тренер радио је у Марибору, Раковици, Египту, Грчкој, Турској и Вождовцу. Сматрао је да је ИМ Раковица један од најбоље организованих фудбалских клубова у земљи и да сваком тренеру пружа изванредне услове за рад јер је фабрика снажно присутна у клубу. ИМР је цењен клуб јер не мисли само на фудбалере као играче већ од спортиста прави добре људе и вредне раднике. Овде је присутна омладинска фудбалска школа која је једна од најбољих у Београду.
Велимир Ђорђевић је играо у Црвеној звезди, Пролетеру и Железнику. Као тренер, пре доласка у Раковицу, био је у душановачкој Слободи, Младом раднику из Пожаревца и Вождовцу. Била му је част што је био тренер овог клуба у ком су, пре њега, радили многи познати и признати стручњаци.
Срета Беговац (1927-2005)
Срета Беговац је у више наврата био тренер ИМР-а, а фудбал је почео да игра у београдској Славији, касније у Металцу (БСК па ОФК). По завршетку фудбалске каријере постао је члан техничког штаба овог клуба, а као тренер радио је у репрезентацији Туниса. У Раковицу је дошао после Слободана Бабановића, који је код играча уживао неподељене симпатије, па се прибојавао како ће да буде примљен. Међутим, брзо је нашао заједнички језик и са играчима и са руководством клуба, тако да није чудо што се у овом колективу најдуже задржао. Сматра да је улазак у Српску лигу плод озбиљног рада и залагања играча и руководства. Неколико година је радио у тренерској организацији ФСЈ, а био је и Генерални секретар Фудбалског савеза Југославије.
Михајло Јолић је рођен 1939. године у Босанском Грахову. Фудбал је почео да игра у ЖАК-у из Кикинде, онда за Бор, Одред и Раднички из Ниша. За ИМР играо је од 1965. до 1971. године.
Љуба Алимпић је рођен 1943. године у Коцељеву. Фудбал је почео да игра у пионирима Црвене звезде, а каријеру је наставио у БАСК-у, Радничком из Ниша, Топличанину и у ИМР-у. Тренирао је све селекције ИМР-а.
Светлисав Марковић – Маре је рођен 1940. г. у Косанчићу, Куршумлија. Фудбал је почео да игра у Јединству из Панчева а за ИМР је играо од 1962. до 1969. г. Као тренер почиње са радом у пионирима ИМР-а.

#### Здравствена заштита
О здравственој заштити фудбалера прво се бринуо др Петар Илић  а касније и др Стеван Станојевић (†), који је кад год је затребало помагао и другим члановима спортског друштва.

#### Спортски радници
1937—1949
Величковић Сретен (†), Живадиновић Живадин, Илић Милутин, Крајован Бранко (†), Котал Милан (†), Лончар Стеван, Лукић Драги – Луле, Младеновић Никола, Милосављевић Душан (†), Милошевић Милован (1914—1969), Матијас Ђура (1890—1965), Милићевић Витомир, Стошић Предраг (†), Филиповић Влада (†), Тодоровић Петар – Дрвар (†).
1949—1977
Адамовић Живан – Лала, Антонијевић Петар, Антонијевић Миле, Бркић Драгољуб (1907—1966), Бенић Момчило (†), Брехермајер Јосип – Брема, Богојевић Душан, Босанчић Благоје – Жване (†), Бабовић Милош – Бабура (†), Вукићевић Мојсије, Вељковић Драган, Вученовић Лука, Величковић Ратко – Рале (†), Величковић Бошко (†), Гавриловић Селимир (†), Деспотовић Милорад, Дабић Милан (†), Думанџић Марко, Димић Богоје, Ђилас Раде (†), Жакула Мане (†), Икадиновић Милан, Ивановић Миливоје – Ћоса, Илић Александар, Исаиловић Драгослав – Меца, Јовановић Милован, Јовановић Миле, Јовановић Десимир, Јанковић Милорад, Китанић Мирко, Крајован Бранко (†), Казимировић Слободан, Королија Томислав, Куга Слободан (†), Кечан Славко (†), Коларић Пера, Лалић Раде, Лукић Милован, Ликић Илија (†), Ликић Миладин (†), Лисица Милован – Лија (†), Лазић Милисав, Лазаревић Милош, Лазаревић Миодраг, Милошевић Бранко (†), Марјановић Милутин, Мијић Петар, Милетић Милољуб, Милановић Паун (†), Миљуш Гојко, Мутавџић Петар (†), Миљковић Гојко, Митић Драган, Михајиловић Зоран, Меловић Томислав, Митровић Веља, Минић Мирко, Милошевић Милован, Мирковић Ненад, Ненадић Миленко (†), Николчић Велибор, Орлић Милан (†), Обушковић Стеван, Обрадовић Милан, Пантелић Стеван (†), Пупавац Воја, Павичевић Миша, Петровић Живојин, Прица Илија (†), Платиша Радован, Рељић Живорад, Радовановић Светислав, Радушкин Љубомир (†), Ранковић Радомир, Стефановић Миломир, Стојановић Витомир, Славковић Славко, Стојковић Мирослав, Стокић Милан (†), Савовић Милован (†), Ступар Мирко, Трифуновић Бошко (†), Ћорић Милан (†), Филиповић Јова (†), Филиповић Ђорђе (†), Филиповић Едуард – Зоран, Хаџић Новак, Ценић Живорад, Чубрило Дмитар (†), Шћекић Момчило – Црногорац.

#### Председници
| Број | Година    | Име                | Број | Година    | Име              |
| ---- | --------- | ------------------ | ---- | --------- | ---------------- |
| 1    | 1937-1938 | Предраг Стошић     | 11   | ?         | Живорад Ценић    |
| 2    | 1938-1939 | Петар Тодоровић    | 12   | ?         | Стеван Пантелић  |
| 3    | 1939-1940 | Ђура Матијас       | 13   | 1957-1961 | Милован Лукић    |
| 4    | ?         | Драгољуб Бркић     | 14   | 1961-1965 | Милан Стокић     |
| 5    | ?         | Милован Милошевић  | 15   | 1965-1970 | Милорад Јанковић |
| 6    | 1949-1952 | Илија Станић       | 16   | 1970-1973 | Милован Лукић    |
| 7    | 1952-1955 | Тихомир Ранковић   | 17   | 1973-1977 | Милош Лазаревић  |
| 8    | 1955-?    | Милутин Марјановић | 18   | 1977-?    | Новак Хаџић      |
| 9    | ?         | Милован Савовић    | 19   | ?         | ?                |
| 10   | ?         | Зоран Филиповић    | 20   | ?         | ?                |

#### Играчи
1937—1948
Антоновић Драган – Гараган (†), Аноновић Миле – Комарац, Антонијевић Милорад, Богдановић Ђорђе, Антоновић Ратко, Богојевић Душан, Богдановић Богдан, Величковић Ратко (†), Величковић Сретен (†), Димитријевић Љубиша – Тирке, Ђорђевић Тодор, Животић Љубомир, Животић Рајко, Ивановић Бранко, Ивановић Срећко, Јанковић Милорад, Јовановић Никола, Јовић Ратко, Котник Алберт, Кораћ Стеван, Лазић Драган – Маца, Лукић Вацлав, Лековић Љубомир, Лековић Славенко, Милентијевић Сретен, Милосављевић Душан, Матејић Живорад – Жица (†), Матејић Добросав – Раја, Миловановић Драган, Митричин Брана, Младеновић Божа – Божица, Младеновић Никола, Младеновић Жарко, Мелентијевић Сретен – Рицин, Николић Душан – Нишлија , Наумовић Кристафил – Кица (1922—1969), Обушковић Стеван, Поповић Никола (†), Павловић Миодраг – Шуца (†), Перић Петар – Фросика(†), Пантић Душан – Тоске, Павловић Боривоје – Селица, Пејин, Петровић Љубисав – Шљивка, Радојковић Новица, Ракић Селимир – Селе, Ристић Бошко, Радосављевић Александар, Ранковић Тихомир – Тикица (1926—1993), Ранђеловић Бранко, Ранђеловић Ђорђе, Ружић, Стевановић Драгојло – Цупара, Сабо Гаврило – Гахика, Спасојевић Живојин – Жикица, Силберхорн Јохан – Јани, Ћурчија Љубомир, Филиповић Момир – Мома, Филиповић Влада – Пекар (†), Цветковић Љубомир, Манчић Методије, Ивановић Драган.
1949—1977
Антоновић Божица, Аредов Леонид, Алимпић Љубомир, Антонијевић Зоран (1945—2008), Аврамовић Часлав – Чаки, Аврамовић Живојин, Аврамовић Сава, Антонић Милан – Слина, Анокић Зоран, Андрић Вељко, Андрић Милан , Апостоловић Бошко – Апа, Бугарчић Петар (†), Бабовић Милош – Бабура (†), Богдановић Раја, Бабић Драган, Благојевић Војислав – Воћка, Божић Драган, Божић Радиша, Бераревић Стевица, Ванђел Тома (†), Вујошевић Димитрије, Виторовић Михајло, Врготић Зоран – Врга, Вуковић Миливоје, Вукотић Стеван, Васић Миломир, Васиљевић Драган, Васиљевић Миланче, Галић Богдан – Божа (†), Галић Илија – Гале, Галић Слободан, Гавриловић Петар – Бурек (†), Геца Перо (†), Делић Никола (†), Делић Будимир (†), Дучић Јанко, Димић Тома, Дамјанчевић Слободан - Бата(†), Дурјак Бошко, Делчев Неделча, Дрењанин Радован, Дмитрић Зоран, Ђурђел Лазар, Ђорговски, Ђорић Цане, Ђорђевић Слободан (†), Живановић Александар, Живковић Ђорђе, Живановић Бата, Жигић Предраг – Жига, Златковић Тодор – Тошке, Златановски Небојша, Икадиновић Милан – Ика, Ивановић Славко – Печуркар (†), Ивановић Иван – Ћоса, Иванић Предраг, Илић Петар, Јовановић Лазар – Шкемба, Јовановић Раша – Батарија, Јанковић Никола, Јовановић Трифун, Јовановић Миле – Бабо, Јолић Михајло – Јоле, Јефтић Слободан – Јефта, Кузмановић Мика, Крезић Александар – Ђаја, Костић Милан – Крца, Коцка Светомир, Кечан Душан (†), Кесеровић Слободан – Кеса, Ковчин Јовица, Кресоје Ђура, Ковачевић Мића, Кажић Михајло – Кажа, Конатаревић Зоран – Конац, Картело Игор, Костић Ненад – Шиља, Лазаревић Миодраг – Лаза, Лисица Милован – Лија (†), Лазовић Драгољуб – Гуја, Лазаревски Братислав, Лазаревић Мирослав, Љубичић Драгослав – Бата, Матевски Зоран – Чокалија, Мршевић Радослав – Троцевка, Миљуш Гојко, Миљковић Раде – Босанац (†), Марковић Светислав – Маре, Михаиловић Зоран, Митић Милован, Миленковић Живан, Мићановић Светозар, Миливојевић Мића, Миливојевић Милован – Ера, Максимовић Радомир – Макса, Миладиновић Милан, Марковић Зоран, Маховић Иван, Меловић Томислав, Малвић Бранислав – Мрс, Николић Тома – Рипањац (†), Ненадовић Милован – Вања (†), Наранџић Зоран, Настић Живорад, Настић Драгољуб – Курјак, Наумовић Јован – Кица, Наумовић Томислав – Тома Румун, Николић Видојко, Несторовић Слободан – Нес, Орлић Драган, Обрадовић Сава, Обрадовић Жарко, Павићевић Михаило – Шибица (†), Петковић Влада – Парадни, Павлов Љубомир, Прица Милан (†), Почуча Милорад, Пешић Зоран, Петровић Гема, Пантелић Владимир, Поповић Миладин, Поповић Драган, Петровић Милисав, Предић Томислав, Предић Драшко – Преда, Перовић Зоран, Пејовић Сободан – Пеја, Пејаковић Милан – Пејак, Пешић Миодраг – Ганга (†), Радмановић Марко, Раца Борко, Рајковић Милош – Рајак, Раденковић Мирослав – Грба, Ребић Милорад – Реба, Ристић Братислав, Радановић Божа, Радојчић Драгољуб, Рнић Бане – Рна, Симоновић Благоје – Баџа, Станић Мића – Жвала, Станић Војкан, Станић Илија, Станић Славко, Стојановић Брана, Станковић Лазар – Трапа (†), Стојчевић Љубодраг – Јанез (†), Стојчевић Милан – Јанез, Стефановић Мирослав – Мирко Цига (†), Савић Владимир, Савић Дамњан – Бане (†), Стевановић Миша, Станојевић Слободан – Боба, Станојевић Миле, Спасеновић Иван – Ушика, Стошић Душан – Столе, Стакић Петар, Стојковић Света – Кројф, Стаменковић Раде, Свилар Илија, Стојановић Ненад, Томић Владислав – Влада Клемпа (†), Томић Радисав – Рајко Нос, Томић Миле, Трајковски Спасе – Уце , Тимотијевић Сретен, Уковски Ђорђе, Филахтов Александар, Филиповић Крстивоје – Фића, Филиповић Драган, Филиповић Бранко, Хоф Стеван, Хаџић Милан – Хаџија (†), Цветић Илија, Чолић Јован, Шћекић Момчило – Црногорац, Шуберт Предраг, Шишић Пантелија, Шеховац Раде, Војин Дворнић – Дворна.

## Такмичарске сезоне

#### 1940/41 - 1965/66
| Сезона  | Лига                           | Место | Ут | По | Не | Из | ГР    | Бодова |
| ------- | ------------------------------ | ----- | -- | -- | -- | -- | ----- | ------ |
| 1940/41 | Четврти разред – група "Дрина" | 6     | 6  | 1  | 0  | 5  | 9:22  | 2      |
| 1948/49 | Други разред                   | 5     | -  | -  | -  | -  | -     | 10     |
| 1950    | Београдска лига                | 1     | 18 | 14 | 2  | 2  | 38:14 | 30     |
| 1951    | Београдска лига                | 6     | 22 | 8  | 7  | 7  | 39:51 | 23     |
| 1952    | Први "А" разред                | 5     | 18 | 8  | 3  | 7  | 28:29 | 19     |
| 1952/53 | Први "А" разред                | 3     | 18 | 11 | 1  | 6  | 42:22 | 23     |
| 1953/54 | Подсавезна лига                | 8     | 22 | 9  | 3  | 10 | 32:44 | 21     |
| 1954/55 | Подсавезна лига                | 4     | 22 | 10 | 4  | 8  | 41:32 | 24     |
| 1955/56 | Подсавезна лига                | 5     | 22 | 8  | 8  | 6  | 38:37 | 24     |
| 1956/57 | Подсавезна лига                | 12    | 26 | 8  | 5  | 13 | 47:60 | 21     |
| 1957/58 | Први "А" разред                | 4     | 22 | 11 | 3  | 8  | 39:32 | 25     |
| 1958/59 | Први разред - Група "Б"        | 3     | 22 | 9  | 7  | 6  | 37:29 | 25     |
| 1959/60 | Први "А" разред                | 7     | 22 | 10 | 4  | 8  | 38:31 | 24     |
| 1960/61 | Први "А" разред                | 9     | 18 | 6  | 2  | 10 | 22:36 | 14     |
| 1961/62 | Други разред - Група "А"       | 1     | 13 | 8  | 3  | 2  | 52:10 | 19     |
| 1962/63 | Први разред - Група "А"        | 2     | 18 | 12 | 4  | 6  | 50:14 | 28     |
| 1963/64 | Први "А" разред                | 2     | 13 | 4  | 4  | 10 | 58:20 | 30     |
| 1964/65 | Друга "А" Београдска лига      | 1     | 24 | 16 | 3  | 5  | 59:24 | 35     |
| 1965/66 | Прва Београдска лига           | 1     | 26 | 17 | 6  | 3  | 63:29 | 40     |

#### 1966/67 -
| Сезона  | Ранг | Лига                | Место | Ут | По | Не | Из | ГР    | Бодова |
| ------- | ---- | ------------------- | ----- | -- | -- | -- | -- | ----- | ------ |
| 1966/67 | 3    | Српска лига - Север | 4     | 30 | 11 | 12 | 7  | 40:34 | 34     |
| 1967/68 | 3    | Српска лига - Север | 13    | 30 | 9  | 6  | 15 | 41:44 | 24     |
| 1968/69 | 3    | Српска лига - Север | 11    | 30 | -  | -  | -  | 43:50 | 28     |
| 1969/70 | 3    | Српска лига - Север | 5     | 30 | -  | -  | -  | 44:33 | 33     |
| 1970/71 | 3    | Српска лига - Север | 8     | 34 | -  | -  | -  | 41:34 | 33     |
| 1971/72 | 3    | Српска лига - Север | 4     | 34 | -  | -  | -  | 54:33 | 42     |
| 1972/73 | 3    | Српска лига - Север | 6     | 34 | -  | -  | -  | 43:33 | 39     |
| 1973/74 | 3    | Прва Српска лига    | 3     | 34 | -  | -  | -  | -     | -      |
| 1974/75 | 3    | Прва Српска лига    | 11    | 34 | -  | -  | -  | 44:44 | 35     |
| 1975/76 | 3    | Прва Српска лига    | 10    | 34 | -  | -  | -  | 38:40 | 32     |
| 1976/77 | 3    | Прва Српска лига    | 8     | 34 | -  | -  | -  | 45:29 | 35     |
| 1977/78 | -    | -                   | -     | -  | -  | -  | -  | -     | -      |